# کسل هیل (نیو ساوت ولز)
کسل هیل (به انگلیسی: Castle Hill) یک حومه شهر در استرالیا است که در نیو ساوت ولز واقع شده‌است.